# Once (Stranger Things)
Once (Eleven, en idioma original) (nacida como Jane Ives y legalmente llamada Jane Hopper), es un personaje ficticio y la protagonista de la serie original de Netflix, Stranger Things. Creada por los Hermanos Duffer e interpretada por Millie Bobby Brown. Once es una joven con habilidades psíquicas cuyo encuentro con un grupo de niños desataran extraños eventos dentro del pueblo de Hawkins; es considerada como el personaje de impacto de la serie.
La actuación de Brown ha sido recibida con elogios de la crítica siendo nominada a múltiples premios.

## Biografía del personaje
Once (nacida como Jane Ives) nace en el pueblo de Hawkins, el 22 de agosto de 1971, siendo hija biológica de Teresa "Terry" Ives y participante en los experimentos del Proyecto MKUltra realizados por la Agencia Central de Inteligencia (CIA). Once parece haber nacido psíquica con notables habilidades telequinéticas y extrasensoriales. Sin embargo, cuando usa estas habilidades en un grado significativo, se debilita temporalmente y le sangra la nariz. Al nacer, Eleven fue separada de su madre por el Dr. Martín Brenner y fue criada en un laboratorio nacional ubicado a las afueras del pueblo, en Indiana, como sujeto de prueba para desarrollar sus habilidades psicoquinéticas. Cuando se coloca en un tanque de privación sensorial, puede usar la visualización remota para acceder a otras dimensiones, principalmente con fines de espionaje internacional. Once, sin saberlo, abre una puerta entre el Laboratorio Nacional de Hawkins y una dimensión alternativa llamada El Otro Lado (Upside Down, en idioma original) que permite el paso de criaturas extrañas de un lado a otro.

### Temporada 1
En 1983, Once escapa del Laboratorio de Hawkins e intenta robar comida de un restaurante local. El dueño, Benny, se apiada de ella y llama a los servicios sociales. El trabajador social que responde, que resulta ser un agente enviado desde el Laboratorio, mata a Benny, haciendo que huya antes de ser capturada de nuevo. En medio de la fuga, la encuentran Mike Wheeler (Finn Wolfhard), Dustin Henderson (Gaten Matarazzo) y Lucas Sinclair (Caleb McLaughlin), quienes buscan a su amigo desaparecido, Will Byers (Noah Schnapp). Los niños se enteran de que su nombre es Once (Eleven) basado en un tatuaje "011" que se encuentra en su antebrazo izquierdo. Mike decide llamarla "El" (Ce, en español) para abreviar. Mike permite que Once viva en su sótano en un fuerte de mantas. Por temor a ser recapturada, Once convence a Mike de que no se lo diga a ningún adulto para que Brenner (a quien llama papá) no la encuentre.
Once ayuda a localizar a Will y usando un tanque de privación sensorial casero, determina que está atrapado en el Upside Down. El grupo se propone encontrar a Will usando sus brújulas, pero Once interfiere con su búsqueda cuando se da cuenta de que los están conduciendo hacia el laboratorio de Hawkins. Lucas, al darse cuenta de su engaño, se enfada con ella haciendo que ella los abandone; pero cuando Mike y Dustin son amenazados por matones y Mike se ve obligado a saltar desde un alto acantilado a un lago mientras Dustin es rehén, Once regresa e interviene antes de que Mike golpee el agua y salva tanto a Mike como a Dustin. 
Once, Mike y Dustin se reúnen con Lucas y hacen las paces. Viajan al depósito de chatarra de la ciudad con el Dr. Brenner y sus asociados persiguiéndolos de cerca. Once usa sus poderes durante la persecución para hacer que una furgoneta del laboratorio dé vueltas en el aire. El grupo cuenta con la ayuda de Joyce Byers (Winona Ryder), el jefe de policía de Hawkins, Jim Hopper (David Harbour), Nancy Wheeler (Natalia Dyer) y Jonathan Byers (Charlie Heaton); producen un tanque de aislamiento improvisado con una piscina y bolsas de sal. Once accede al Upside Down y confirma que Will está vivo. Mientras el personal del laboratorio se acerca a la escuela, Mike le dice que puede ser parte de su familia y la invita al baile de la escuela. Luego la besa después de luchar por explicar sus sentimientos hacia ella. Once ayuda al grupo a escapar usando sus poderes para matar a la mayoría de los agentes, dejándola agotada. El monstruo del Upside Down se abre paso en su dimensión, y Once aparentemente se sacrifica para destruir a la criatura (demogorgon) y salvar a sus amigos.
Un mes después, después de una fiesta de Navidad, Hopper sale de la comisaría y se dirige al bosque. Allí, deja Eggos en una caja oculta. La condición y la ubicación de Eleven quedan ambiguas.

### Temporada 2
Después de derrotar al Demogorgon, Once se despierta en el Upside Down y escapa a través de un portal, que la lleva de regreso a la escuela. Con el gobierno todavía buscándola, se ve obligada a esconderse en el bosque. Once finalmente encuentra a los Eggos que le había dejado Hopper y el la encuentra. Los dos se mudan a una cabaña en el bosque donde él le prohíbe salir, temiendo por su seguridad. Hopper esconde a Once en el interior durante casi un año, sin decirle a nadie su paradero, ni siquiera a Mike. Durante este tiempo, obtiene un mejor control sobre sus poderes; está menos debilitada por el uso de su telequinesis y ahora puede proyectar su mente sin el uso de un tanque de privación sensorial. Ella usa esta última habilidad para escuchar los intentos de Mike de contactarla, aunque está cada vez más frustrada por su incapacidad para responder. También expande significativamente su vocabulario durante este tiempo, aprendiendo tanto de Hopper como de la televisión.
Once se inquieta y anhela reunirse con Mike, y esto provoca tensión entre ella y Hopper. Un día se escapa de casa y viaja a la escuela secundaria Hawkins. Cuando encuentra a Mike, él está con Max Mayfield (Sadie Sink), una nueva estudiante. Once cree erróneamente que Max está coqueteando con Mike y, por despecho, usa sus poderes para derribar a Max de su patineta antes de irse. Al regresar a la cabaña, tiene una acalorada discusión con Hopper sobre su salida, que termina con ella usando sus poderes para dañar la cabaña por ira. Al día siguiente, mientras limpia el desorden que hizo, descubre al revisar los registros en el sótano de la cabaña que su madre biológica está viva, lo que contradice lo que Hopper y el Dr. Brenner le habían dicho. Luego se escapa nuevamente y se encuentra con su madre, Terry, y su tía, Becky, y descubre lo que le sucedió a Terry en el Laboratorio. Mientras está allí, se da cuenta de que Terry está tratando de hablar con ella, pero no puede debido a su estado catatónico. Once, usando sus poderes, ve los recuerdos de su madre. Después de que le quitaron a su hija, Terry intentó entrar a la fuerza en el Laboratorio para salvarla. Como respuesta, Brenner y sus asistentes la capturan y someten su cabeza a 450 voltios de electricidad, lo que da como resultado su condición actual. También descubre que su nombre original era Jane.
Once luego usa sus habilidades para descubrir que tiene una "hermana", otra niña dotada que el Dr. Brenner se llevó para experimentar, y se propone encontrarla.
Usando sus habilidades una vez más, Once localiza a su hermana en Pittsburgh y descubre que es una niña mayor llamada Kali ("Ocho"), con la capacidad de causar alucinaciones visuales en las personas. Once se queda con Kali y sus amigos fugitivos que están decididos a vengarse de las personas que los han lastimado. Kali le dice que necesita pensar en lo que la enoja más mientras usa sus poderes. Cuando van a vengarse del asistente de Brenner que ayudó a lastimar a su madre, Once comienza a estrangularlo hasta la muerte, pero se detiene al darse cuenta de que tiene dos hijas. Luego evita que Kali le dispare. De vuelta en el escondite, ve a Hopper y Mike en peligro a través del vacío. Mientras la pandilla está a punto de huir, se da cuenta de que necesita volver con sus amigos porque necesitan su ayuda.
Once regresa a Hawkins y finalmente se reúne con Mike con un abrazo sincero y sus amigos después de salvarlos de un Demodog (Demodogo). El grupo se da cuenta de que necesita cerrar la puerta al Upside Down, y ella y Hopper se dirigen al Laboratorio Hawkins. Allí, usa el consejo de Kali y concentra su ira en sus poderes, cerrando la puerta y agotando sus poderes. Posteriormente, se descubre que el Dr. Sam Owens (Paul Reiser) ha falsificado un certificado de nacimiento que le permite a Hopper convertirse en su padre adoptivo legal para ayudarla a mantenerse escondida, siendo su nuevo nombre legal, Jane Hopper. Hopper la deja asistir al baile de nieve en la escuela secundaria Hawkins. Se encuentra con Mike, baila con él y comparten su primer beso como pareja. De vuelta en el Upside Down, el Mind Flayer (Desollamentes) observa a ella y sus amigos en la escuela secundaria. 

### Temporada 3
Para 1985, Once y Mike han estado saliendo durante siete meses, para consternación de Hopper, quien está molesto porque ella y Mike están constantemente juntos, pasando todo el tiempo a solas besándose. Cuando Hopper le confiesa a Joyce que se siente incómodo con la situación, ella sugiere que se siente y hable con calma con ellos sobre cómo se siente con su relación. Sin embargo, esto fracasa y Hopper recurre a amenazar verbalmente a Mike para que se mantenga alejado de Once, o terminará su relación. Cuando Mike se ve obligado a mentirle sobre por qué ya no puede visitarla, ella sospecha y busca el consejo de Max, quien afirma que Mike está apartándola para pasar el tiempo jugando con los niños.
Las chicas pasan tiempo de calidad juntas en el centro comercial donde se encuentran con Lucas, Will y Mike que intentan comprarle un regalo de maquillaje a Once. Cuando Mike miente y dice que el regalo es para su abuela enferma, Once rompe con él y se va en un autobús con Max, donde las chicas pasan la noche durmiendo en la casa de Hopper y usan los poderes telepáticos para espiar a los chicos. Esto lleva a crear un juego en el que hacen girar una botella y espían a quien cae. Once espía a Billy Hangrove, el hermanastro de Max, percatándose que al parecer, ha secuestrado a alguien, por lo que las chicas van a buscarlo y descubren que otra socorrista también ha desaparecido. Descubren que Billy ha sido tomado por el Mind Flayer y la salvavidas desaparecida conocido como Heather.
Se reúnen con Mike, Lucas y Will. Mike está molesto porque Ce lo espía y tiene una discusión con Max sobre sus sentimientos por Once mientras ella está espiando al Desollamentes. Ella detiene al Mind Flayer cuando la cabaña es atacada, pero el Flayer la hiere y deja una parte de sí mismo en la herida. Ella y Mike se reconcilian, pero el Mind Flayer y Billy los rastrean debido a su herida. Once pierde sus poderes después de quitarse la pieza del monstruo de la pierna, pero ayuda a Billy a liberarse de la posesión del Mind Flayer al recordar los recuerdos de su infancia. El grupo derrota a Mind Flayer cerrando el portal al Upside Down y con el sacrificio de Billy. Se presume que Hopper murió en la explosión que cierra la puerta y los Byers se llevan a Once. Mientras los Byers hacen las maletas para irse de Hawkins, ella le revela a Mike que ella también lo ama y comparten un beso. Joyce le da una carta escrita por Hopper que tenía la intención de usar cuando hablara con ella y Mike sobre cómo se sentía acerca de que salieran. Once, ahora bajo el cuidado de los Byers luego dejan Hawkins donde lloran mientras se alejan.

### Temporada 4
En 1986, Once comienza a ir a la escuela en California junto con Will y lucha con la pérdida de sus poderes, además de ser acosada por una niña llamada Angela. Cuando Mike viene de visita, Once finge que tiene muchos amigos para complacer a Mike, pero la humillan en una pista de patinaje y golpea a Angela en la cara como represalia. Es detenida y puesta bajo custodia policial, pero el Dr. Owens intercepta su arresto y se la lleva con él. Él explica que Hawkins está en peligro y que ha estado trabajando en un programa que puede recuperar sus poderes. Once acepta participar, arriesgándose a no volver a ver a sus amigos nunca más; es llevada a una instalación en Nevada y descubre que el Dr. Brenner todavía está vivo.
Once se coloca en un tanque de privación sensorial (llamado NINA) y revive sus recuerdos reprimidos de su tiempo en el laboratorio de Hawkins. Once intenta escapar de las instalaciones pero al descubrir que sus poderes están regresando lentamente, se convence de quedarse. Ella descubre que a menudo los otros niños la condenaban al ostracismo, pero un ordenanza amable (Jamie Campbell Bower) la cuidó y le dio consejos sobre cómo controlar sus poderes. Al ver que el ordenanza era torturado por los hombres de Brenner, el 8 de septiembre de 1979 convence a Once para que intente escapar del laboratorio, diciéndole que los otros números están conspirando para asesinarla y que Brenner lo permitirá. El ordenanza, que de hecho es el sujeto Uno en los experimentos de Brenner, manipuló a Once para que le quitara un implante en el cuello que suprimía sus poderes y luego masacró al resto de los niños y el personal en el laboratorio. Uno, más tarde se revela como Henry Creel, quien mató a su madre y a su hermana en la década de 1950 e hizo que arrestaran a su padre por ello. Henry intentó matar a Once después de que ella se negara a ayudarlo a erradicar a la humanidad, pero ella lo dominó y lo envió al Upside Down, donde se convirtió en Vecna. Brenner la descubre en la escena de la masacre donde cayó en coma y olvidó los eventos. Brenner descubrió los eventos a través de las cámaras de seguridad e hizo que Once espiara a los rusos como una tapadera para buscar a Henry.
Once descubre que en Hawkins, Henry ha regresado y ha matado a varios adolescentes y que sus amigos planean matar a Henry usando a Max como cebo para atraerlo y convence a Owens para que la ayude a regresar a Hawkins. Sin embargo, Brenner encierra a Owens y atrapa a Once, colocándole un collar eléctrico para que no pueda irse y convenciéndola que aún no esta lista para enfrentarse a Vecna. Cuando un contingente del ejército liderado por el coronel Jack Sullivan, quien la cree responsable de las muertes en Hawkins, ataca la base, Brenner huye con Once pero recibe un disparo y queda incapacitada, sin embargo, puede destruir el helicóptero antes de ser encontrada por Mike, Will, Jonathan y su nuevo amigo Argyle (Eduardo Franco). Brenner abre el collar y le dice a Once que son familia, pero ella se niega a perdonarlo y él muere. Al no tener tiempo para llegar a Hawkins, el grupo va a una pizzería de la cadena donde trabaja Argyle donde crean un tanque de aislamiento para que ella entre en la mente de Max al mismo tiempo que Vecna. Vecna abruma a Once y rompe los huesos de Max y la ciega antes de que Mike le diga a Ce que la ama, lo que le da la fuerza para romper su control. A pesar de sus esfuerzos, Max muere a causa de sus heridas, pero Once logra usar sus poderes para reiniciar su corazón y ponerla en coma. El grupo regresa a Hawkins y Once se reúne con Hopper. Will siente el Upside Down y todos descubren que esta se ha apoderado de Hawkins.

## Poderes y habilidades
Debido a que su madre fue expuesta a diversas drogas durante el embarazo por parte del proyecto MK Ultra, Once desarrolló poderes psíquicos y otros dones especiales. Sin embargo, estas habilidades parecen debilitarla físicamente ya que cada vez que usa demasiado poder, sangra un poco por la nariz. Sus poderes incluyen:
- Telequinesis: Once puede mover objetos con la mente. La ira aumenta este poder, siendo capaz de hacer volar una furgoneta y mover un vagón.
- Bioquinesis: Capacidad para controlar la materia orgánica y seres vivos, como causar parálisis muscular, aplastar el cerebro de varias personas.
- Clarividencia: Capacidad de encontrar una persona con tan solo una fotografía, pero también parece ser capaz de hacerlo con objetos. Cuando busca a alguien, ella ve se encuentra en una espacio vacío con agua en el suelo y esa persona u objeto. Para usarlo necesita usar un tanque de privación sensorial.
- Tecnopatía: La habilidad de comunicar lo que dice una persona a través de un aparato de comunicación.  Fue el método de comunicación con el que pudo contactar a Will en el otro lado.

## Desarrollo

### Concepción y escritura
Los Hermanos Duffer basaron el personaje de Eleven en los sobrevivientes de los experimentos del Proyecto MKUltra, con influencias de ET y la idea de ser "un extraño". También se inspiraron en el anime Elfen Lied y Akira, diciendo que "querían que hubiera un misterio en su pasado, y también que pareciera un poco aterradora". Originalmente planeado como un largometraje, Stranger Things se lanzó a Netflix como una serie limitada y estaba previsto que Once se sacrificaría en el último episodio de la serie. Después de que Netflix deseara que el programa continuara en una segunda temporada, los hermanos decidieron cambiar el final para mantener vivo al personaje.

### Casting
Los hermanos creían que Eleven era el papel más difícil de elegir, ya que el personaje tenía pocas líneas. Querían un niño actor que fuera capaz de transmitir mucha emoción. A los Duffer les preocupaba no encontrar a alguien que pudiera permanecer en el personaje cuando no hablaba. Los hermanos se sintieron aliviados después de conocer a Millie Bobby Brown, a quien describieron como "algo especial, de acuerdo, con un talento sobrenatural francamente espeluznante". Brown tuvo que afeitarse la cabeza para el papel, algo que a ella y a sus padres les preocupaba porque "disminuiría su belleza" hasta que se mostró una foto de Charlize Theron como Imperator Furiosa en Mad Max: Fury Road.

## Recepción

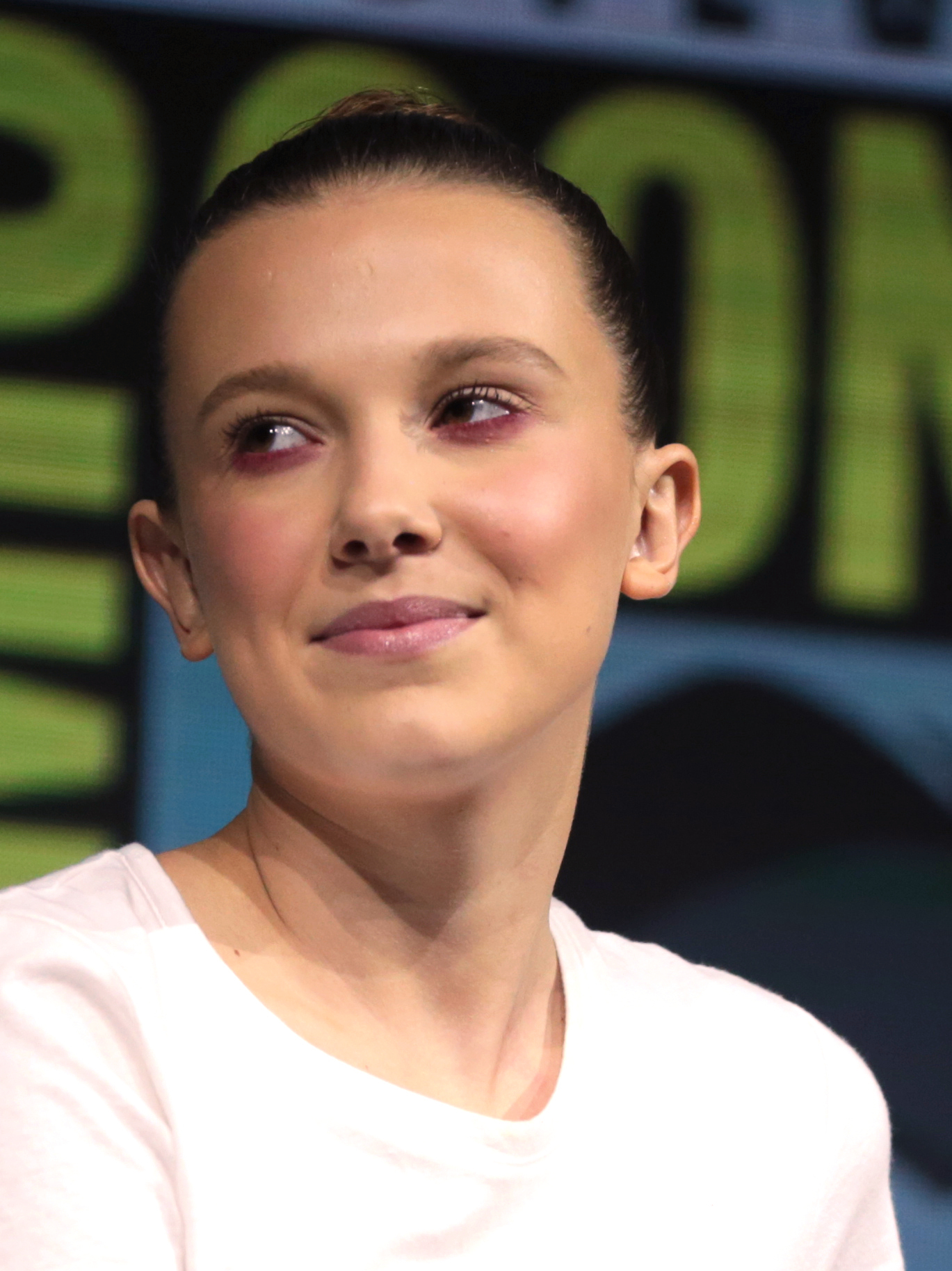
Millie Bobby Brown

El personaje y la actuación de Brown han recibido elogios de la crítica; Alice Vincent de The Daily Telegraph escribió:
"Millie Bobby Brown sigue siendo la estrella del espectáculo: ha inspirado fan art y tatuajes, un reconocimiento mundial de Eggos, los gofres que devora su personaje y le ha dado una nueva vida a la frase 'respirador bucal'". 
Ashley Hoffman de la revista Time recomendó a Eleven como mascota para el Día Nacional del Waffle.
Sin embargo, Lenika Cruz de The Atlantic dijo que "a pesar de una rica historia de fondo, Eleven es la protagonista menos esbozada del programa".
En los premios Primetime Emmy de 2017 y 2018, Brown recibió una nominación a Mejor Actriz de Reparto en una Serie Dramática. En los MTV Movie & TV Awards de 2017, fue nominada a Mejor héroe y Mejor actor en un programa, ganando este último premio. Ganó el premio a la Mejor Actuación de un Actor Joven en una Serie de Televisión en los 43rd Saturn Awards. Fue nominada dos veces para el Premio del Sindicato de Actores de la Pantalla a la Actuación Destacada de una Actriz en una Serie Dramática en 2017 y 2018. Ganó un premio Kids Choice a la mejor actriz en 2018 y 2020.